# Ana Luiza du Bocage Neta
Ana Luiza du Bocage Neta (1956) és una biòloga, botànica, comisaria, i profesora, brasilera, que desenvolupa, des de 2005, activitats acadèmiques i científiques a l'"Empresa Pernambucana de Perquisició Agropecuària", de l'Institut Agronòmic de Pernambuco.

## Biografia
L'any 1977, va obtenir la llicenciatura en Ciències Biològiques per la Universitat Federal de Pernambuco, el 1995, i per la mateixa casa d'alts estudis, un títol de màster en botànica, defensant la tesi Estudo taxonomico da familia Bombacaceae no estado de Pernambuco-Brasil, amb la supervisió de Margareth Ferreira de Sales; i, el 2005, el doctorat en ciències (botànica) per la Universitat Federal de Riu Grande del Sur, estant becaria del Consell Nacional de Desenvolupament Científic i Tecnològic, CNPq, Brasil.
Actualment és investigadora a l'Institut Agronòmic de Pernambuco i revisora del diari Rodriguésia. Té experiència en botànica, amb èmfasi en taxonomia vegetal, actuant sobre taxonomia de Bombacaceae de Brasil. És autora en la identificació i nominació de noves espècies per la ciència, l'abril de 2015, posseeix 18 nous registres de espècies, especialment de la família Mimosaceae, i amb èmfasi del gènere Senegàlia.

## Algunes publicacions
- Du Bocage, A. L.; Souza, Mariana Albuquerque de; Miotto, S. T. S.; Gonçalves-Esteves, Vânia. 2008. Palinotaxonomia de espécies de Acacia (Leguminosae-Mimosoideae) no semi-árido brasileiro. Rodriguesia 59: 587-596
- Araújo, Anderson Alves; Araújo, Diogo; Marques, Juliana; Melo, Aline; Maciel, Jefferson Rodrigues; Irapuan, Jorge; Pontes, Tiago; Lucena, Maria de Fátima; Du Bocage, A. L.; Alves, Marccus. 2008. Diversity of Agiosperms in Fragments of Atlantic Forest in the State of Pernambuco, Northeastern Brazil. Bioremediation, Biodiversity & Bioavailability 2: 14-26
- Du Bocage, A. L.; Miotto, S. T. S. 2006. Acacia globosa e Acacia limae, duas novas espécies de Leguminosae-Mimosoideae para o Brasil. Rodriguesia, Brasil 57 (1): 131-136
- Du Bocage, A. L.; Queiroz, L. P. 2006. New combinations in Senegalia Raf. (Leguminosae-Mimosoideae). Neodiversity (Feira de Santana) 1: 11-12
- Du Bocage, A. L.; Miotto, S. T. S. 2005. Duas novas espécies de Acacia Mill. (Leguminosae-Mimosoideae) para o Brasil. Bradea (Rio de Janeiro), Rio de Janeiro XI: 11-16
- Du Bocage, A. L.; Sales, M. F. 2002. A família Bombacaceae Kunth no estado de Pernambuco-Brasil. Acta Botanica Brasilica, Brasil 16 (2): 123-139
- Du Bocage, A. L. 2000. Vegetação e flora de uma área de caatinga nos Cariris Velhos (semi-árido nordestino). Pesquisa Agropecuária Pernambucana, Recife 12: 11-17
- Du Bocage, A. L.; Sales, M. F. 2000. [Pseudobombax marginatum (A.St.-Hil.) A.Robyns Um novo registro para Pernambuco, região Nordeste do Brasil. ERNSTIA, Venezuela 10: 95-103
- Pereira, Rita de Cássia Araújo; Araújo Lima, Maria José; Du Bocage, Ana Luiza. 1999. Vegetação e flora de uma área da caatinga do semi-árido Nordestino-Brasil. In: Boletim da Sociedade Broteriana LXIX: 27-34 - ISSN 0081-0657

## Abreviatura (botànica)
L'abreviatura Bocage s'utilitza per indicar a Ana Luiza du Bocage Neta com a autoritat en la descripció i classificació científica dels vegetals.

## Honors
- Revisora de diaris 2006 - actual. Diari: Rodriguèsia
- Membre de la Societat Botànica de Brasil.